# Эвтаназия в Австралии

Правовой статус ассистированной смерти в штатах и территориях Австралии (по состоянию на 2022 год):
Добровольная эвтаназия и ассистированный врачом суицид незаконны
Добровольная эвтаназия и ассистированный врачом суицид законны

Законы, касающиеся эвтаназии или ассистированного суицида в Австралии, относятся к компетенции правительств штатов, а в случае территорий — федерального правительства. По состоянию на май 2022 года все австралийские штаты приняли законы, предусматривающие программу ассистированного суицида лицам, имеющим на это право. Эти законы обычно называют ассистированный суицид «добровольной помощью при смерти».
В штате Виктория программа ассистированного суицида действует с июня 2019 года, а аналогичная программа вступила в силу в Западной Австралии в июле 2021 года. Тасмания приняла закон о добровольной помощи при смерти в марте 2021 года, который должен вступить в силу в октябре 2022 года, а Южная Австралия приняла аналогичный закон в июне 2021 года. Квинсленд принял законодательство в сентябре 2021 года, которое вступит в силу в январе 2023 года. Добровольная эвтаназия и ассистированный суицид являются незаконными на всех территориях Австралии в соответствии с федеральным законодательством.
Эвтаназия была легальной в течение 1996—1997 годов на Северной территории, пока не был принят федеральный закон, отменяющий закон территории (и лишающий территории права законодательно разрешать эвтаназию).
На всей территории Австралии пациент может отказаться от лечения неизлечимого заболевания, а также принять решение об отключении системы жизнеобеспечения. Предварительное планирование ухода также доступно на всей территории Австралии.

## История

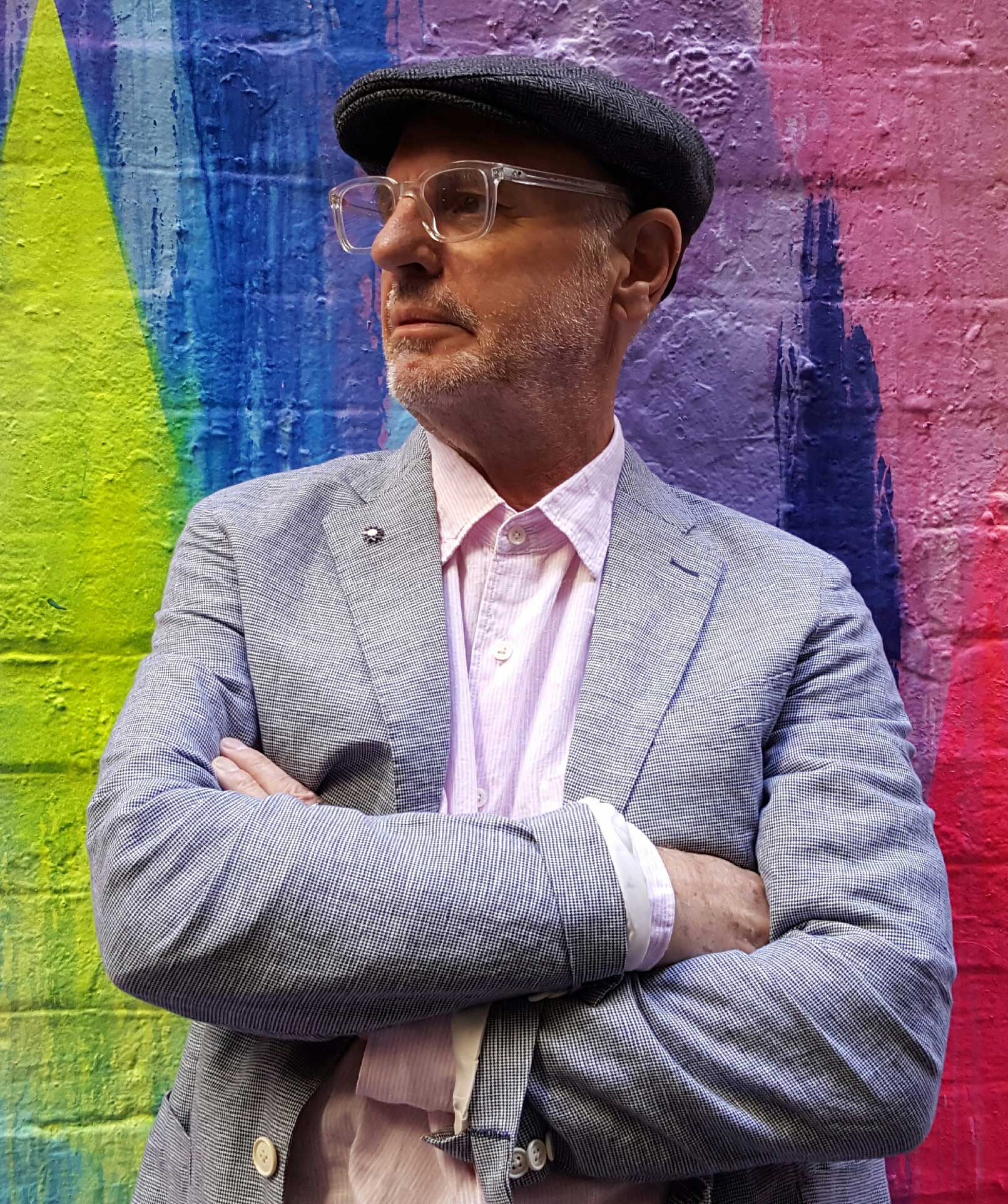
Филипп Ничке, австралийский врач и писатель, является видным международным участником кампании по эвтаназии.

Несмотря на то, что исторически помощь в эвтаназии и самоубийстве обычно считалась преступлением, судебные преследования были редкостью. В 2010 году Апелляционный уголовный суд Нового Южного Уэльса отменил приговор за непредумышленное убийство, вынесенный женщине из Сиднея, которая ранее была признана виновной в убийстве своего 18-летнего партнера с помощью препарата для эвтаназии. В 2002 году родственники и друзья, оказавшие моральную поддержку пожилой женщине, которая покончила жизнь самоубийством, подверглись тщательному полицейскому расследованию, но никаких обвинений предъявлено не было. Впоследствии правительство Говарда попыталось воспрепятствовать эвтаназии, приняв Закон о внесении поправок в Уголовный кодекс (материальные преступления, связанные с суицидом) 2005 года, который прошел через федеральный парламент в июне 2005 года и сделал преступлением использование телефона, факса, электронной почты или Интернета для обсуждения практических аспектов самоубийства/возможностей прекращения жизни. В Тасмании в 2005 году медсестра была осуждена за содействие в смерти своего престарелого отца, страдавшего последней стадией рака, и попытку убить свою мать, находившуюся на ранней стадии деменции. Она была приговорена к двум с половиной годам тюремного заключения, но позже судья отменил приговор, так как посчитал, что общество не хочет, чтобы женщина сидела в тюрьме. Это вызвало дискуссию о декриминализации эвтаназии. Декриминализацию эвтаназии в Австралии поддерживают множество мелких партий, таких как Сеть Жаки Ламби, Научная партия, Австралийские зеленые, Светская партия Австралии, Партия разума и Либерально-демократическая партия. Хотя обычно это голосование по совести для основных партий, таких как Австралийская лейбористская партия и Либеральная/Национальная коалиция.
В 2009 году Ширли Джастинс и Кэрэн Дженнингс были признаны виновными в непредумышленном убийстве и соучастии в непредумышленном убийстве соответственно за то, что в 2006 году они ввели нембутал бывшему пилоту Грэму Уайли. Джастинс заявила, что Уайли хотел «умереть достойно». Обвинение утверждало, что Грэм Уайли не обладал умственными способностями, чтобы принять судьбоносное решение о прекращении своей жизни, квалифицируя это как недобровольную эвтаназию.
Организация Exit International сняла телевизионную рекламу в поддержку добровольной эвтаназии, которая была запрещена как раз перед тем, как ее планировалось показать в сентябре 2010 года. В следующем году Верховный суд Нового Южного Уэльса приговорил к двум годам условно 66-летнего мужчину, который способствовал смерти своей 78-летней партнерши, помогая ей c передозировкой наркотиков и с помощью удушья. Погибшая страдала от сильных болей, вызванных заболеванием позвоночника. Кроме того, покойная выразила желание умереть в предсмертной записке, написанной перед смертью. Суд признал мужчину виновным в непредумышленном убийстве. Суд учел существенное ухудшение состояния здоровья обвиняемого на момент совершения деяния, а также тот факт, что он добровольно рассказал о своем участии в совершении преступления.
По состоянию на ноябрь 2014 года в парламенты Австралии было представлено 29 биллей, направленных на легализацию доступа к добровольной эвтаназии или ассистированной врачом смерти.
Отказ в предоставлении медицинской помощи, поддерживающей жизнь, является законным в Австралии, если только пациент не признан психически неспособным дать согласие.

## Законность по юрисдикциям

### Федеральная
Поскольку эвтаназия не относится к законодательным полномочиям, предоставленным федеральному парламенту в соответствии с разделом 51 Конституции Австралии, федеральное законодательство не может однозначно легализовать или криминализировать эту практику. Этот вопрос относится к компетенции парламентов штатов. Однако, согласно разделу 122 Конституции Австралии, федеральный парламент имеет право отменить любой закон, принятый парламентом территории. Это произошло в 1997 году, когда федеральный парламент принял Акт о законах об эвтаназии 1997 года. Законодательство было принято Сенатом 38 голосами против 34, а Палатой представителей — 91 голосом против 38. Закон внес изменения в Акт о самоуправлении Северной территории 1978 года и Акт о самоуправлении Австралийской столичной территории 1988 года, прямо запретив парламенту Северной территории и Законодательному собранию Австралийской столичной территории принимать законы, разрешающие эвтаназию или ассистированный суицид. Аналогичный запрет был включен в Закон об острове Норфолк 1979 года, который впоследствии был отменен в рамках отмены самоуправления на острове Норфолк правительством Эббота в 2015 году. Помимо лишения этих территорий права легализовать эвтаназию, Акт отменил положения Закона о правах смертельно больных 1995 года (NT). Акт о законах об эвтаназии действует до сих пор, и нынешнее правительство Моррисона отклонило просьбы правительств Австралийской столичной территории (ACT) и Северной территории об отмене данного закона.
В 2018 году сенатор от Либерально-демократической партии Дэвид Лейонхьельм внес в Сенат билль об отмене федерального запрета на законодательное регулирование эвтаназии в АСТ и Северной территории. Билль Лейонхьельма получил приоритет в Сенате после того, как он заручился согласием правительства Тернбулла на голосование по совести в Сенате и, возможно, в Палате представителей (вопрос о том, разрешит ли правительство голосование в Палате представителей, остался нерешенным) в обмен на поддержку восстановления Австралийской комиссии по строительству зданий и сооружений. Либеральное/Национальное правительство, оппозиционная Лейбористская партия и несколько второстепенных партий, участвовавших в перекрестном голосовании, провели голосование по законодательству по совести. Несмотря на то, что Лейонхьельм выразил оптимизм по поводу перспектив билля, он был провален в Сенате 36 голосами против 34.

### Новый Южный Уэльс
21 сентября 2017 года депутат от Национальной партии Тревор Хан внес в парламент Нового Южного Уэльса Билль о добровольной помощи при смерти 2017 года. Законопроект был разработан по образцу Орегонского закона О смерти с достоинством межпартийной рабочей группой, которая рассмотрела 72 «существенных» предложения. В билле содержится «целый ряд мер предосторожности», включая надзорный совет из семи человек, который будет рассматривать все случаи ассистированной смерти. Верхняя палата парламента обсуждала данный билль в течение нескольких заседаний в ноябре 2017 года, и 16 ноября он был отклонен 20 голосами против 19.
В октябре 2021 года независимый член парламента Алекс Гринвич внес в нижнюю палату парламента Билль о добровольной помощи при смерти 2021 года. Законопроект прошел межпартийное голосование по совести, после того как премьер-министр и лидер Либеральной партии Доминик Перроттет заявил, что предоставит членам Либеральной партии на это право голоса. Законодательство было принято в Законодательном собрании 26 ноября 2021 года 52 голосами против 32 и поступило в Законодательный совет. 19 мая 2022 года билль был принят Законодательным советом 23 голосами против 15, к нему были приложены поправки, которые были согласованы Ассамблеей в тот же день. Билль ожидает королевского утверждения, после которого он вступит в силу не позднее чем через 18 месяцев.
Согласно положениям законодательства, человек может обратиться к врачу-специалисту с просьбой о добровольной помощи при смерти, которая подается в Совет по добровольной помощи при смерти. Если врач убедится, что человек способен принять решение и делает это добровольно, и определит, что человек соответствует критериям (то есть у него неизлечимая болезнь, которая приведет к смерти в течение шести месяцев, или нейродегенеративное заболевание, которое приведет к смерти в течение 12 месяцев, и его страдания настолько сильны, что создают болезненное состояние, которое невозможно терпимо облегчить), он может одобрить эту просьбу. Затем этот же процесс должен провести второй независимый врач. После этого человек может подать письменное заявление о своем намерении покончить с жизнью, которое должно быть засвидетельствовано двумя людьми и затем представлено в Совет. Через пять дней должен быть подан последний запрос, который рассматривается первым врачом, который затем может обратиться в Совет по вопросам добровольной помощи при смерти, чтобы разрешить доступ к веществу для прекращения жизни своего пациента. Пациент может сам ввести соответствующее вещество или попросить сделать это медицинского работника.

### Северная территория
Эвтаназия была легализована в Северной территории Австралии на основании Закона о правах неизлечимо больных 1995 года. Он был принят Законодательным собранием Северной территории 15 голосами против 10. В августе 1996 года на рассмотрение парламента был вынесен билль об отмене закона, но он был отклонен 14 голосами против 11. Позднее закон был отменен федеральным Актом о законах об эвтаназии 1997 года, который действует по сей день и не позволяет парламенту территории легализовать эвтаназию или помощь при смерти. До того, как федеральный закон был отменен, три человека умерли в результате ассистированного врачом суицида в соответствии с законодательством, которому способствовал доктор Филипп Ничке. Первым человеком был плотник Боб Дент, он умер 22 сентября 1996 года.

### Квинсленд
В ноябре 2018 года премьер-министр штата Квинсленд Анастейша Палащук начала расследование, рассматривающее возможность легализации добровольной помощи при смерти в штате. В ходе расследования также рассматривались вопросы ухода за пожилыми людьми, ухода в конце жизни и паллиативной помощи.
В мае 2021 года Палащук анонсировала внесение на рассмотрение парламента Квинсленда закона о добровольной помощи при смерти. Если закон будет принят, он может быть введен в действие в 2023 году. Билль разрешит эвтаназию, если пациент соответствует следующим критериям:
- Имеет подходящее состояние, которое является развитым и прогрессирующим, с потенциальной возможностью смерти в течение последующих 12 месяцев;
- Способен принять решение в здравом уме;
- Действует добровольно и без принуждения;
- Его возраст не менее 18 лет; и
- Является резидентом Австралии и проживает в Квинсленде не менее двенадцати месяцев.

16 сентября 2021 года Законодательное собрание штата Квинсленд приняло Закон о добровольной помощи при смерти 2021 года 61 голосом за при 31 против. Законодательство подлежало голосованию по совести. Он получил королевскую санкцию 23 сентября 2021 года и вступит в силу 1 января 2023 года.

### Южная Австралия
В ноябре 2016 года Палата собрания Южной Австралии с небольшим перевесом отклонила билль в частном порядке, который узаконил бы право на запрос добровольной эвтаназии в обстоятельствах, когда человек испытывает невыносимую боль и страдает от неизлечимого заболевания. Этот билль стал первым в истории биллем об эвтаназии, прошедшим стадию второго чтения (27 голосов против 19), хотя билль был отклонен во время обсуждения его положений (всего 23 голоса, причем решающий голос спикера был против билля).
В конце июня 2021 года в парламенте Южной Австралии был принят билль о добровольной эвтаназии, аналогичный тем, что действуют в других штатах. Законопроект повторяет большинство положений закона штата Виктория, но также позволяет частным больницам и отдельным практикующим врачам по соображениям совести отказаться от участия в программе эвтаназии, при условии, что они направят пациентов в место, где они смогут получить доступ к ней. Жители домов престарелых и деревень для престарелых также могут воспользоваться этой программой в своих домах или отделениях. Закон о добровольной помощи при смерти 2021 года вступит в силу в день, который будет определен прокламацией.

### Тасмания
Тасмания была близка к легализации добровольной эвтаназии в ноябре 2013 года, когда билль о добровольной эвтаназии, инициированный зелеными, с небольшим перевесом был провален в Палате собрания 13-12 голосов. Билль разрешил бы смертельно больным жителям Тасмании прекращать свою жизнь через 10 дней после того, как они обратятся к своему врачу с тремя отдельными просьбами. Хотя обе основные партии разрешили голосовать по совести, все десять представителей либералов проголосовали против законопроекта, лейбористы разделились на семь голосов за и три против, а все пять зеленых проголосовали за.
В декабре 2019 года независимый член Законодательного совета Майк Гаффни объявил, что в следующем году он представит билль в частном порядке о легализации добровольной помощи при смерти. Билль о выборе вариантов окончания жизни (Добровольная помощь при смерти) был внесен на рассмотрение Совета 27 августа и принят 10 ноября 2020 года без официального голосования. Он был передан в Законодательное собрание, где был принят с учетом поправок 4 марта 2021 года 16 голосами против 6. После того, как Совет одобрил поправки Ассамблеи, 22 апреля 2021 года законодательство получило королевскую санкцию. Оно вступит в силу не позднее 23 октября 2022 года.
Согласно положениям законодательства, чтобы получить доступ к программе, человек должен быть не моложе 18 лет, обладать способностью принимать решения, действовать добровольно и испытывать невыносимые страдания от заболевания, которое является прогрессирующим, неизлечимым, необратимым и приведет к его смерти в ближайшие шесть месяцев или 12 месяцев в случае нейродегенеративных заболеваний. Кроме того, человек должен быть гражданином Австралии или проживать в стране не менее трех непрерывных лет, а также не менее 12 месяцев в Тасмании непосредственно перед подачей первого запроса. В общей сложности для получения доступа к программе необходимо подать три отдельных запроса, каждый из которых сопровождается все более строгими сдержками и противовесами.

### Виктория
С 19 июня 2019 года в штате Виктория разрешена ассистированная смерть. 20 сентября 2017 года лейбористское правительство Эндрюса внесло в парламент штата Виктория Билль о добровольной помощи при смерти 2017 года, разрешающий ассистированный суицид. Этот билль был разработан на основе рекомендаций экспертной группы под председательством бывшего президента Австралийской медицинской ассоциации профессора Брайана Оулера. Билль прошел парламент с поправками, внесенными в Законодательном совете, 29 ноября 2017 года. Верхняя палата проголосовала за 22 голосами против 18. Нижняя палата проголосовала за 47 голосами против 37. Приняв законопроект, Виктория стала первым штатом, законодательно разрешившим добровольное оказание помощи при смерти (VAD). Закон получил королевскую санкцию 5 декабря 2017 года и вступил в силу 19 июня 2019 года. Осуществление этого законодательства представляет собой непрерывный процесс, который занимает приблизительно 18 месяцев. Проблемы, выявленные в ходе осуществления, которые были отмечены в Медицинском журнале Австралии, включали ограничение доступа для тех, кто имеет право на получение помощи, обеспечение того, чтобы она не препятствовала несправедливо тем, кто имеет право на ее получение, и преобразование законодательства в надлежащую клиническую практику, а также оказание поддержки и помощи врачам, имеющими возражения по соображениям совести.
Согласно положениям законодательства, ассистированный суицид (иначе называемый добровольной помощью при смерти) может быть доступен в штате Виктория при следующих условиях:
- Человек должен страдать от неизлечимого, развивающегося и прогрессирующего заболевания, болезни или медицинского состояния и испытывать невыносимые страдания.
- По оценке двух практикующих врачей, это состояние должно привести к смерти в течение шести месяцев (исключение составляют лица, страдающие нейродегенеративным заболеванием, в этом случае наступление смерти должно быть ожидаемо в течение 12 месяцев).
- Лицо должно быть старше 18 лет, проживать в штате Виктория не менее 12 месяцев и обладать способностью принимать решения.
- Хотя психическое заболевание или инвалидность не являются основанием для подачи запроса, людям, отвечающим всем остальным критериям и имеющим инвалидность или психическое заболевание, не будет отказано в доступе к ассистированной смерти.

Существуют и другие процессы и гарантии, связанные с этой программой.

### Западная Австралия
В ноябре 2018 года правительство Макгоуэн объявило, что в начале нового года представит билль о ассистированной смерти.
10 декабря 2019 года Закон о добровольной помощи при смерти 2019 года был принят парламентом Западной Австралии. Законодательство прошло через Законодательный совет 24 голосами против 11, ранее пройдя через Законодательную ассамблею 45 голосами против 11. Согласно закону, лицо, имеющее право на помощь, должно быть неизлечимо больным с заболеванием, которое причиняет невыносимые страдания и может привести к смерти в течение шести месяцев или 12 месяцев в случае нейродегенеративного заболевания. Человек должен сделать два устных запроса и один письменный запрос, причем каждый запрос должен быть подписан двумя независимыми врачами. Самостоятельное введение смертельных препаратов разрешено, хотя, в отличие от системы штата Виктория, пациент может выбрать врача, который введет препарат. Законодательство вступает в силу в день, который будет определен прокламацией, хотя правительство сообщило о 18-месячном периоде реализации. Закон вступил в силу 1 июля 2021 года.

## Организации
Группа по защите эвтаназии YourLastRight.com является ведущей организацией, представляющей на национальном уровне ассоциации «Умирать с достоинством» Квинсленда, Нового Южного Уэльса, Виктории и Тасмании, а также Общество добровольной эвтаназии Южной Австралии (SAVES), Общество добровольной эвтаназии Западной Австралии (WAVES) и Общество добровольной эвтаназии Северной территории (NTVES).
Exit International — австралийская группа по защите эвтаназии, основанная Филипом Ничке. Другие австралийские группы включают Христиане, поддерживающие выбор добровольной эвтаназии и Врачи за выбор добровольной эвтаназии.
Австралийские учреждения и организации, выступающие против легализации эвтаназии, включают Австралийскую медицинскую ассоциацию, HOPE, Право на жизнь в Австралии и Австралийскую католическую церковь. Современная католическая точка зрения представлена в документе в стиле «Моральный компас» от 2020 года, развивающем тему притчи о добром самаритянине.